# Gnophos ochrea
Gnophos ochrea är en fjärilsart som beskrevs av Charles Oberthür 1913. Gnophos ochrea ingår i släktet Gnophos och familjen mätare. Inga underarter finns listade i Catalogue of Life.